# Георгій Гуліашвілі
Георгій Гуліашвілі (груз. გიორგი გულიაშვილი, нар. 5 вересня 2001, Тбілісі, Грузія) — грузинський футболіст, нападник боснійського «Сараєво» та молодіжної збірної Грузії.

## Ігрова кар'єра

### Клубна
Георгій Гуліашвілі є вихованцем столичного клубу «Сабуртало». Влітку 2018 року футболіст дебютував в основі у матчі Кубка Грузії. У чемпіонаті Грузії Гуліашвілі зіграв першу гру у травні 2019 року. Також у складі «Сабуртало» нападник брав участь у матчах єврокубків.
У січні 2023 року Гуліашвілі переушов до боснійського клубу «Сараєво».

### Збірна
Влітку 2023 року у складі молодіжної збірної Грузії Георгій Гуліашвілі брав участь у домашньому чемпіонаті Європи, де молодіжна збірна Грузії дійшла до чвертьфіналу.

## Титули
Сабуртало
 Чемпіон Грузії: 2018
 Переможець Кубка Грузії (2): 2019, 2021
 Переможець Суперкубка Грузії: 2020
 Переможець Кубка Боснії і Герцеговини: 2024-25